# صمام الأوراق

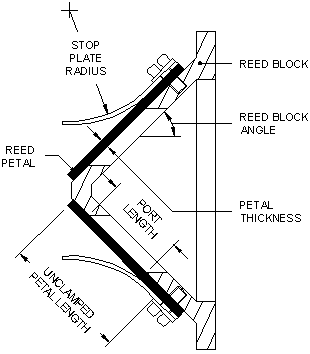
منظر مقطعي لصمام القصب/الأوراق Mota-10

الصمام الورقي، المعروف أيضاً باسم صمام القصب، هو نوع من صمامات الفحص التي تسمح فقط للسائل بالتدفق في اتجاه واحد. تستخدم هذه الصمامات قطعاً رقيقة من المعدن أو الألياف الزجاجية أو ألياف الكربون، المعروفة باسم القصب أو الأوراق أو البتلات، لتشكيل حاجز بين الغرفتين. عندما يمر الهواء أو الوقود عبر القصب، يفتح الغطاء ويسمح للسائل بالدخول إلى الغرفة. يُغلق الصمام عندما يتوقف التدفق، مما يمنع التدفق العكسي.

## تطبيقات
الدراجات النارية
عادةً ما يتم تركيب الصمامات الورقية في منفذ السحب في معظم محركات الدراجات النارية ثنائية الشوط. عندما يتحرك المكبس للأعلى في الأسطوانة، يفتح الصمام ويسمح للهواء والوقود بالمرور عبر منفذ السحب وإلى المكربن. عندما يتحرك المكبس إلى الأسفل، يغلق الصمام ويخرج الهواء المضغوط الموجود في الأسطوانة عبر منفذ العادم. تحدث حركة الأوراق هذه بشكل مستقل بسبب اختلاف الضغط بين منفذ السحب والمكربن، وتساعد على تفتيت خليط الهواء/الوقود من أجل احتراق أفضل وزيادة قوة المحرك. يفتح صمام الورقة ويغلق مع كل دورة للمحرك.
المضخات
يمكن أحياناً رؤية الصمامات الورقية في بعض الضواغط الترددية. يفتح الصمام للسماح للسائل بالتدفق إلى الغرفة المضغوطة عندما يقوم الضاغط بإجراء شوط ضغط. يُغلق الصمام تلقائياً عندما يتراجع الضاغط من أجل الحفاظ على الضغط العالي في الغرفة المضغوطة.
الاختراعات
سُجّلت براءات اختراع في الولايات المتحدة تحدد الاستخدام الميكانيكي للصمامات الورقية للتحكم في أنواع مختلفة من السوائل.
براءة الاختراع الأمريكية رقم 4930535 عبارة عن صمام ورقي قابل للطي يوصف بأنه صمام "ينطوي على نفسه لتوفير إغلاق إيجابي للغرفة المضغوطة في ظل مجموعة متنوعة من ظروف الضغط. على وجه الخصوص، يتم طي ساق الصمام لإغلاق التجويف بشكل فعال وتوفير ختم إيجابي حتى عند الضغط التفاضلي المنخفض."
براءة الاختراع الأمريكية رقم 4795340 عبارة عن صمام ذو ورقة واحدة لغلاية تعمل بالغاز. تحتوي على مقعد لورقة الصمام، وورقة صمام واحدة للمكونين، ورقة الصمام المفردة هذه مرنة وقابلة للتشوه.... التطبيق، على وجه الخصوص، على الغلايات التي تعمل بالغاز من نوع الاحتراق النبضي.
براءة الاختراع الأمريكية رقم 5441133 – يحتوي هذا المخمد الهيدروليكي على سدادة صمام ورقي، ويتعلق الاختراع الحاصل على براءة اختراع بمخمد هيدروليكي. يتم توفير صمام ورقي وصمام رئيسي في المقعد الداخلي والمقعد الخارجي بارتفاعات مختلفة لبعضهما البعض ويتم ترتيبهما عند منافذ خروج المكبس بطريقة يمكن فتحها أو إغلاقها... يمكن استقرار قوة التوهين. ويتم دعم الصمام الورقي من خلال السطح المستدق أو المنحني للسدادة عند ثنيها، مما يؤدي إلى عدم إنشاء أي شقوق.